# Arcidiocesi di Benin City
L'arcidiocesi di Benin City (in latino Archidioecesis Urbis Beninensis) è una sede metropolitana della Chiesa cattolica in Nigeria. Nel 2022 contava 153.900 battezzati su 1.974.470 abitanti. È retta dall'arcivescovo Augustine Obiora Akubeze.

## Territorio
L'arcidiocesi comprende parte dello stato nigeriano di Edo.
Sede arcivescovile è la città di Benin City, dove si trova la cattedrale della Santa Croce.
Il territorio si estende su 10.863 km² ed è suddiviso in 92 parrocchie, raggruppate in 3 decanati: Benin City, Abudu e Iguobazuwa.

### Provincia ecclesiastica
La provincia ecclesiastica di Benin City, istituita nel 1994, comprende 4 suffraganee:
- diocesi di Auchi
- diocesi di Bomadi
- diocesi di Issele-Uku
- diocesi di Uromi
- diocesi di Warri

## Storia
La prefettura apostolica del Niger superiore fu eretta il 2 maggio 1884, ricavandone il territorio dal vicariato apostolico delle Due Guinee (oggi arcidiocesi di Libreville).
Il 24 agosto 1911 cedette una porzione del suo territorio a vantaggio dell'erezione della prefettura apostolica della Nigeria orientale (oggi arcidiocesi di Kaduna) e contestualmente cambiò il proprio nome in prefettura apostolica della Nigeria occidentale.
Il 24 agosto 1918 la prefettura apostolica fu elevata a vicariato apostolico con il breve Summa afficimur laetitia di papa Benedetto XV.
Il 18 luglio 1929 cedette la parte settentrionale del proprio territorio alla prefettura apostolica della Nigeria orientale, che contestualmente assunse il nome di prefettura apostolica della Nigeria settentrionale.
Il 12 gennaio 1943 cedette un'altra porzione di territorio a vantaggio dell'erezione del vicariato apostolico di Ondo-Ilorin (oggi diocesi di Ondo) e contemporaneamente cambiò nuovamente nome in favore di vicariato apostolico di Asaba-Benin in forza del decreto Cum Eminentissimi della Congregazione di Propaganda Fide.
Il 18 aprile 1950 per effetto della bolla Laeto accepimus di papa Pio XII il vicariato apostolico fu elevato a diocesi e assunse il nome di diocesi di Benin City.
Il 21 febbraio 1955, il 10 marzo 1964 e il 5 luglio 1973 cedette ulteriori porzioni di territorio a vantaggio dell'erezione rispettivamente della prefettura apostolica di Kabba (oggi diocesi di Lokoja) e delle diocesi di Warri e Issele-Uku.
Il 26 marzo 1994 è stata ancora elevata al rango di arcidiocesi metropolitana con la bolla Multis nominibus di papa Giovanni Paolo II.
Il 4 dicembre 2002 e il 14 dicembre 2005 ha ceduto altre porzioni di territorio a vantaggio dell'erezione rispettivamente delle diocesi di Auchi e di Uromi.

## Cronotassi dei vescovi
Si omettono i periodi di sede vacante non superiori ai 2 anni o non storicamente accertati.
- Jules Poirier, S.M.A. † (1884 - 1893)
  - Sede vacante (1893-1896)
- Carlo Zappa, S.M.A. † (6 maggio 1896 - 30 gennaio 1917 deceduto)
- Thomas Broderick, S.M.A. † (24 agosto 1918 - 13 ottobre 1933 deceduto)
- Leo Hale Taylor, S.M.A. † (26 febbraio 1934 - 13 giugno 1939 nominato vicario apostolico della Costa di Benin)
- Patrick Joseph Kelly, S.M.A. † (11 dicembre 1939 - 5 luglio 1973 ritirato)
- Patrick Ebosele Ekpu † (5 luglio 1973 succeduto - 21 novembre 2006 ritirato)
- Richard Anthony Burke, S.P.S. (24 dicembre 2007 - 31 maggio 2010 dimesso)[2]
- Augustine Obiora Akubeze, dal 18 marzo 2011

## Statistiche
L'arcidiocesi nel 2022 su una popolazione di 1.974.470 persone contava 153.900 battezzati, corrispondenti al 7,8% del totale.
| anno | popolazione | popolazione | popolazione | presbiteri | presbiteri | presbiteri | presbiteri                | diaconi | religiosi | religiosi | parrocchie |
| anno | battezzati  | totale      | %           | numero     | secolari   | regolari   | battezzati per presbitero | diaconi | uomini    | donne     | parrocchie |
| ---- | ----------- | ----------- | ----------- | ---------- | ---------- | ---------- | ------------------------- | ------- | --------- | --------- | ---------- |
| 1958 | 99.253      | 1.392.116   | 7,1         | 53         | 7          | 46         | 1.872                     |         |           | 18        | 17         |
| 1970 | 140.954     | 1.450.000   | 9,7         | 58         | 20         | 38         | 2.430                     |         | 42        | 33        | 8          |
| 1980 | 110.101     | 1.100.000   | 10,0        | 33         | 21         | 12         | 3.336                     |         | 16        | 52        | 18         |
| 1990 | 198.017     | 1.853.000   | 10,7        | 58         | 38         | 20         | 3.414                     |         | 36        | 76        | 34         |
| 1999 | 389.509     | 2.521.291   | 15,4        | 110        | 84         | 26         | 3.540                     |         | 41        | 96        | 40         |
| 2000 | 391.009     | 2.708.980   | 14,4        | 108        | 86         | 22         | 3.620                     |         | 37        | 96        | 43         |
| 2001 | 392.540     | 2.710.511   | 14,5        | 114        | 90         | 24         | 3.443                     |         | 57        | 96        | 43         |
| 2002 | 934.071     | 2.712.042   | 34,4        | 121        | 98         | 23         | 7.719                     |         | 34        | 98        | 50         |
| 2003 | 330.591     | 2.340.401   | 14,1        | 104        | 83         | 21         | 3.178                     |         | 28        | 55        | 31         |
| 2004 | 343.800     | 2.882.410   | 11,9        | 108        | 84         | 24         | 3.183                     |         | 36        | 58        | 33         |
| 2005 | 241.755     | 2.094.526   | 11,5        | 50         | 35         | 15         | 4.835                     |         |           | 44        | 21         |
| 2006 | 363.000     | 3.043.000   | 11,9        | 90         | 62         | 28         | 4.033                     |         | 77        | 77        | 54         |
| 2012 | 128.750     | 1.856.761   | 6,9         | 104        | 81         | 23         | 1.237                     |         | 55        | 73        | 62         |
| 2015 | 138.900     | 1.888.973   | 7,4         | 130        | 96         | 34         | 1.068                     |         | 66        | 86        | 73         |
| 2018 | 148.900     | 1.930.473   | 7,7         | 139        | 103        | 36         | 1.071                     |         | 68        | 100       | 78         |
| 2020 | 151.950     | 1.954.470   | 7,8         | 156        | 118        | 38         | 974                       |         | 70        | 122       | 84         |
| 2022 | 153.900     | 1.974.470   | 7,8         | 155        | 113        | 42         | 992                       |         | 74        | 117       | 92         |